# Свирские пороги
Сви́рские поро́ги — бывшие речные пороги на верхнем течении реки Свирь, находились на территории современного Подпорожского района Ленинградской области России.
Пороги начинались от истока Свири и шли на 135 км вниз до устья реки Яндебы, прерываясь плёсами. Это (вверх по течению): Сиговец, Медведец, Яблонский порог, Пидемский (у села Пидьмы), Остреченский (у впадения рек Ивины и Остречины, тянулся на 7 км), Сухой (протяжённостью 4,5 км) и Вознесенский (у самого истока Свири).
Пороги существенно затрудняли судоходство и были затоплены после строительства Верхне-Свирской ГЭС.